# آلفاپروستول
آلفاپروستول (انگلیسی: Alfaprostol) یک آنالوگ زیستی فعال پروستاگلاندین F2α است. آلفاپروستول یک عامل لوتئولیتیک است که به صورت تزریقی برای برنامه ریزی فحلی در مادیان‌ها برای اهداف پرورش برنامه ریزی شده استفاده می‌شود.